# Російська окупація Чернігівської області
Російська окупація Чернігівської області — це військова окупація, яка почалася 24 лютого 2022 року з початком російського вторгнення в Україну. Російські війська поступово почали захоплювати значні частини Чернігівської області, щоб спробувати взяти столицю — Київ. Обласний центр, місто Чернігів, так і не було захоплене. До 3 квітня російські війська залишили область, припинивши окупацію.
Протягом більш як місяця російської окупації в Чернігівській області загинули 478 цивільних. Ще 692 людини отримали поранення.

## Окупація

### Чернігів
25 лютого 2022 року Міністерство оборони Російської Федерації оголосило, що російські війська блокують місто. Наступного дня українські війська в місті заявили, що вони розгромили один із підрозділів, які оточили місто.
1 березня голова Чернігівської області В'ячеслав Чаус заявив, що всі точки доступу до міста сильно заміновані.
10 березня міський голова Владислав Атрошенко заявив, що російські війська завершили оточення Чернігова, додавши, що місто повністю ізольоване, а критично важлива інфраструктура для його 300 000 жителів стрімко виходить з ладу, оскільки місто зазнає неодноразових бомбардувань. Він також стверджував, що Росія напала на сім мирних жителів, які втікали через евакуаційний конвой. Також від російського авіаудару постраждала Чернігів Арена.
11 березня українські війська заявили, що знищили російський ракетний підрозділ, який обстрілював місто, після чого частина російських військ здалася.
25 березня українська влада заявила, що російські війська відрізали місто Чернігів на півночі після того, як знищили автомобільний міст через Десну на півдні, тоді як спроби повністю оточити місто залишилися безуспішними.
31 березня українська армія відбила шосе М01, що сполучало Київ і Чернігів, припинивши блокаду. Мер повідомив про першу спокійну ніч з початку війни.
2 квітня Україна відбила села Слобода і Шестовиця під Черніговом.

### Городня
24  лютого 2022 року Російська Федерація захопила місто Городня Чернігівського району та розмістила там свій військовий штаб. Пізніше, 2 квітня 2022 року, Україна повернула місто.

### Вихід російських військ
30 березня Російська Федерація почала виведення військ з Північної України, включно з Чернігівською областю. Українські сили почали відвойовувати багато міст і селищ, і до 3 квітня українські чиновники та Пентагон заявили, що російські війська залишили Чернігівську область для передислокації на Донбас та південь України.

## Наслідки
Протягом більш як місяця російської окупації в Чернігівській області загинули 478 цивільних. Ще 692 людини отримали поранення. Найбільше людей на Чернігівщині загинуло через російські артилерійські обстріли та авіаудари. Крім того, були факти обстрілу автомобілів та розстрілів мирного населення.
Після відходу російських військ українські війська почали розмінування Київської та Чернігівської областей.
9 серпня Державний департамент США оголосив, що надішле Україні 89 мільйонів доларів на допомогу в розмінуванні.
Російські війська, як і раніше, обстрілюють невеликі села біля кордону з Російською Федерацією та роблять спроби прориву оборони малими групами спецпризначенців.